# نیلم سنجیوا ردی
نیلم سنجیوا ردی (انگلیسی: Neelam Sanjiva Reddy; زاده ۱۹ مهٔ ۱۹۱۳ – درگذشته ۱ ژوئن ۱۹۹۶) سیاست‌مدار اهل هند بود.
او ششمین رئیس‌جمهور هند از ۱۹۷۷ تا ۱۹۸۲ بود.